# Daniel Tay
Daniel Tay (New York, 17 dicembre 1991) è un attore statunitense.
Ha lavorato in alcuni film tra il 2003 e il 2009 per poi interrompere la carriera di attore e dedicarsi agli studi; si è infatti poi iscritto all'Università per laurearsi in Economia.

## Filmografia
- American Splendor, regia di Shari Springer Berman e Robert Piumini (2003)
- Elf - Un elfo di nome Buddy (Elf), regia di Jon Favreau (2003)
- Beer League, regia di Frank Sebastiano (2006)
- Brooklyn Rules, regia di Michael Corrente (2007)

## Doppiatori italiani
Nelle versioni in italiano dei suoi lavori, Daniel Tay è stato doppiato da:
- Flavio Aquilone in  Elf